# 1928 في تونس
فيما يلي قوائم الأحداث التي وقعت خلال عام 1928 في تونس.